# Antonio Pacinotti

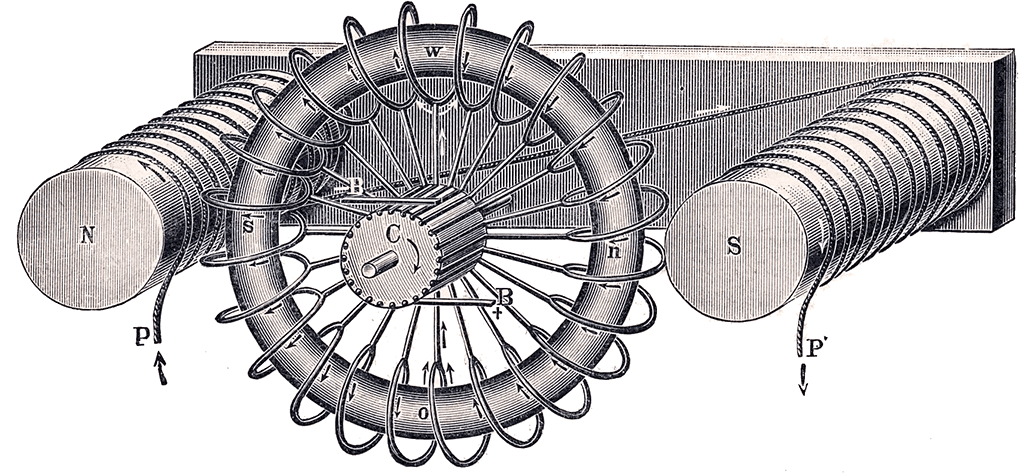
Paccinotti-Grammes ringankare.

Antonio Pacinotti, född 17 juni 1841 i Pisa, död där 24 mars 1912, var en italiensk fysiker. Han var son till Luigi Pacinotti.
Pacinotti blev 1873 professor vid universitetet i Cagliari och 1882 i sin födelsestad och verkade framgångsrikt arbetat på elektroteknikens område. Han angav 1860 idén till det första elektromagnetiska ringankaret. Hans uppfinning stannade dock inom laboratoriets väggar och föll i glömska, men hans idé uppfanns självständigt och gjordes fruktbärande av belgaren Zénobe Gramme 1870. Pacinotti tilldelades Matteuccimedaljen 1880.